# شك دسك
الأمر شك دسك (بالإنجليزية: CHKDSK)‏ وهو اختصار لكلمتي Check Disk وهو اداة نظام System Tool في الدوس وأو إس/2 وويندوز , يستخدم للتحقق من سلامة نظام ملفات القسم volume ويصلح اخطاء نظام الملفات filesyatem , يوجد أمر شبيه له في نظام تشغيل يونكس وشبيه يونكس وهو الأمر اف اس سي كيه fsck .
شك دسك CHKDSK في نظام التشغيل ويندوز ان تي يمكنه أيضا التحقق من وجود قطاعات تالفة على سطح القرص ويقوم بوضع علامات عليهم (في إم إس - دوس و ويندوز 9 إكس كانت توجد اداة مشابهة وهي سكان ديسك ScanDisk ) , في إصدارات شك دسك لويندوز سرفر يستطيع استعادة البيانات من القطاعات التالفة بالكامل حتى مع نظم ريد 1 (RAID-1) و ريد 5 (RAID-5) ان كان القرص الآخر سليم .
شك دسك يمكن ان يعمل من موجه الأوامر , و مستكشف الملفات , و وحدة التحكم الاسترجاع , و موجه دوس .